# Landratsbezirk Kirtorf
Der Landratsbezirk Kirtorf war ein Landratsbezirk in der Provinz Oberhessen des Großherzogtums Hessen. Er bestand von 1821 bis 1832.

## Geschichte

### Entstehung
Im Zuge der Verwaltungsreform von 1821 im Großherzogtum wurden auch auf unterer Ebene Rechtsprechung und Verwaltung getrennt und die Aufgaben der überkommenen Ämter in Landratsbezirken (zuständig für die Verwaltung) und Landgerichtsbezirken (zuständig für die Rechtsprechung) neu organisiert. Der Landratsbezirk Kirtorf entstand dabei aus:
- dem Amt Homberg an der Ohm,
- einem Teil des Amtes Romrod,[Anm. 1]
- dem Eußergericht, einem Kondominat zwischen dem hessischen Staat und den Freiherren von Schenck zu Schweinsberg, und
- dem Patrimonialgericht Rülfenrod der Freiherren von Schenck zu Schweinsberg.

Die Aufgaben der Rechtsprechung erster Instanz, die die nun aufgelösten Ämtern wahrgenommen hatten, wurden dem ebenfalls neu gegründeten Landgericht Homberg an der Ohm übertragen.

### Weitere Entwicklung
1822 verzichteten die Freiherren von Schenck zu Schweinsberg im Eußergericht auf die Mitwirkung in Angelegenheiten der Verwaltung, so dass der staatliche Landrat in diesen Angelegenheiten nun allein handeln konnte. Weiter verzichteten sie auf ihre Rechte in ihrem bisherigen Patrimonialgericht Rülfenrod.
Im Laufe der Zeit wurden noch Korrekturen in der örtlichen Zuständigkeit des Landratsbezirks vorgenommen: Leusel (1821) und Zell (zum 1. Januar 1823) wechselten in den Landratsbezirk Romrod. Zumindest letzteres geschah auf Druck der Betroffenen, die mit der ursprünglichen Zuteilung nicht zufrieden waren und ein entsprechendes „Gesuch“ an die Regierung gerichtet hatten. Die Gemeinde Ermenrod kam 1831 zum Landratsbezirk Grünberg.

### Auflösung
In der Gebietsreform 1832 wurden die Landratsbezirke aufgelöst und zu größeren Kreisen zusammengelegt. Deren Zuschnitt wurde kurz darauf mit einer weiteren Verordnung festgelegt. Der Landratsbezirk Kirtorf wurde dabei mit dem Landratsbezirk Alsfeld zum Kreis Alsfeld zusammengelegt.

## Interne Organisation

### Einteilung
Der Landratsbezirk war in 21 Bürgermeistereien eingeteilt, die dem Landrat unterstanden. Dabei wurden häufig mehrere kleinere Ortschaften durch eine Bürgermeisterei verwaltet. Entsprechend der Gemeindeverordnung vom 30. Juni 1821 standen den Gemeinden ein gewählter Ortsvorstand vor, der sich aus Bürgermeister, Beigeordneten und Gemeinderat zusammensetzte. Schultheißen wurden nicht mehr eingesetzt.
Bürgermeistereien
1. Angenrod,
2. Appenrod mit Dannenrod,
3. Arnshain mit Bernsburg,
4. Büßfeld mit Bleidenrod (ehemals: Amt Burg-Gemünden), und Schadenbach,
5. Burg-Gemünden (ehemals: Amt Burg-Gemünden),
6. Deckenbach mit Höingen,
7. Ehringshausen, mit Oberndorf,
8. Elpenrod mit Hainbach (beide ehemals: Amt Burg-Gemünden),
9. Erbenhausen mit Lehrbach,
10. Ermenrod (ehemals: Amt Burg-Gemünden und 1831 an den Landratsbezirk Grünberg),
11. Gleimenhain,
12. Heimertshausen mit Billertshausen,
13. Homberg,
14. Kirtorf,
15. Maulbach,
16. Niedergemünden mit Otterbach (beide ehemals: Amt Burg-Gemünden)
17. Nieder-Ofleiden,
18. Obergleen,
19. Oberofleiden mit Gontershausen und Haarhausen,
20. Rülfenrod und
21. Wahlen.

### Landräte
- 1824[10]–1826 Ludwig Bötticher[Anm. 2]
- 1826–1830 Ferdinand von Stein[11]

## Parallele Fachverwaltungen

### Finanzen
Für die Einnahmen aus Staatseigentum (den sogenannten Domanialen) waren die Rentämter zuständig. Alle Orte Bezirks war dem Rentamt Homberg zugeteilt.
Davon getrennt war die Steuerverwaltung. Für den Landratsbezirk war die Ober-Einnehmerei Romrod zuständig. Der Steuerbezirk Kirtorf waren in drei Distrikts-Einnehmereien gegliedert denen die folgenden Bürgermeister zugeordnet waren.
1. Ehringshausen mit Angerod, Billertshausen, Burggemünden, Elpenrod, Ermenrod, Haimbach, Helmertshausen, Niedergemünden, Oberndorf, Otterbach und Rülfenrod
2. Homberg mit Bleidenrod, Büßfeld, Deckenbach, Gontershausen, Haarhaufen, Höingen, Maulbach Niederofleiden, Oberofleiden und Schadenbach
3. Kirtorf mit Appenrod, Arnshain, Bernsburg, Dannerod, Erbenhausen, Gleimenhain, Lehrbach, Obergleen und Wahlen

Der Bezirk gehörte zum Hauptzollamt Alsfeld und hatte die Nebengrenzzollämter II. Klasse in Arnshain, Lehrbach und Niederofleiden.

### Forst
Aus dem Landratsbezirk gehörten zum „Forst Burggemünden“ die folgenden Forstreviere:
1. Haimbach mit Burggemünden, Elpenrod, Ermenrod, Niedergemünden, Oberndorf, Otterbach und Schadenbach
2. Homberg mit Bleidenrod, Büßfeld, Deckenbach, Gontershausen, Haarhausen, Hoingen, Niederofleiden und Oberofleiden
3. Maulbach mit Appenrod, Dannerod, Ehringshausen, Erbenhausen, Heimerlihausen, Obergleen und Rülfenrod
4. Wahlen mit Arnshain, Bernsburg, Gleimenhain, Kirtorf und Lehrbach

### Kirche
Die die Orte des Landratsbezirks bilden 13 evangelische Pfarreien die zum „Inspektorat Kirtorf“ gehören:
1. Bernsburg mit Arnshain
2. Billerlshausen mit Angerod, Gethürms, Heimertshausen und Zell (sud Landratsbezirk Romrod)
3. Burggemünden mit Bleidenrod
4. Ehringshausen mit Oberndorf und Rülfenrod
5. Ermentod
6. Homberg
7. Kirtorf
8. Lehrbach mit Erbenhausen
9. Maulbach mit Appenrod und Dannerod
10. Niedergemünden mit Elpenrod, Haimbach und Otterbach
11. Obergleen
12. Oberofleiden mit Büßfeld, Deckenbach, Gontershausen, Haarhausen, Höingen, Niederofleiden und Schadenbach
13. Wahlen mit Gleimenhain

## Historische Beschreibung
Die „Statistisch-topographisch-historische Beschreibung des Großherzogthums Hessen“ berichtet 1829 über den Landratsbezirk Kirtorf:
Die Lage wird beschrieben als: „Der Bezirk liegt zwischen dem 50° 39′ und 50° 51′ nördlicher Breite und zwischen dem 26° 34 und 26° 54 östliche Länge. Die Grenzen sind gegen Norden das Churfürstenthum Hessen, gegen Osten der Bezirk Romrod, gegen Süden der Bezirk Grünberg, gegen Westen das Churfürstenthum Hessen, Die Bezirke Kirtorf und Alsfeld schließen mehrere Churhessische Orte ein.“
Die Natürliche Beschaffenheit als: „a) Oberfläche und Boden: Die Höhen, die das Feldaer Thal begleiten, und vom Oberwald ausgehen, durchziehen den Bezirk von Südosten nach Nordwesten, bis Homberg, wo sie in ziemlicher Breite gegen die große Ebene abfallen. Der Holzberg bei Homberg liegt 1486 Hess. Fuß (0,25 m), Homberg selbst 1266 Hess. Fuß und das Gethürms 1408 Hess. Fuß über der Meeresfläche erhaben. In einem Theil des Bezirks findet sich ein feuchter, und daher kaltgrundiger Lehmboden, der oft nur mit großer Anstrengung zu bearbeiten ist, besonders in dem westlichen Theile. Der Boden des übrigen Theils ist mehr mit Sand gemischt, und besonders hat Lehrbach viel Sand; jedoch ist der Boden im Ganzen ergiebig. b) Gewässer: 1) die Ohm; 2) die Felda; 3) die Andreft; 4) der Kleinbach.“
Die Bevölkerung als: „Diese beträgt 13,639 Seelen; hierunter sind 13,186 Evangelische, 25 Katholiken, 46 Mennoniten und 382 Juden, welche zusammen 2 Städte, 1 Marktflecken, 30 Dorfer, überhaupt 2212 Häuser bewohnen.“
Die Naturprodukte als: „423 Pferde; 95 Fohlen; 54 Bullen; 1158 Ochsen; 3679 Kühe; 1480 Rinder; 3701 Schweine; 16,348 Schaafe; 604 Ziegen; 87 Esel. Korn, Gerste, Waizen, Hafer, Kartoffel, Hülsenfrüchte, Futterkräuter, Flachs. An einigen Orten wurde früher etwas Bergbau getrieben. Bei Homberg finden sich thonartige Eisensteine, so wie auch Anzeichen von Quecksilber. Basalte haben namentlich die Gemarkungen von Appenrod, Dannerod, Ermenrod, Maulbach, Homberg, Kirtorf, Wahlen, und Sandsteine finden sich zu Dannerod, Lehrbach, Niederofleiden, Oberofleiden, Homberg, Wahlen, Obergleen, von welchen besonders die Lehrbacher zu Mühlsteinen brauchbar, so wie alle Sandsteine von weißer Farbe.“
Das Gewerbe und Handel als: „Ackerbau, Viehzucht, Handwerke. Die Spinnerei und Leineweberei ist besonders zu Angerod, Billertshausen, Ehringshausen, Deckenbach, Ermenrod, Oberleen und Oberofleiden nicht unbedeutend, und es verfertigen mehrere dieser Orte große Quantitäten von Leinewand. Homberg hat mehrere Gerber und Wollweber. Niedergemünden treibt einen starken Handel mit Schaafen, die die Einwohner in Hanovrischen aufkaufen und hierauf wieder in der Umgegend absetzen. Mühlen hat der Bezirk gegen 40, welche Mahl- und Oelmühlen sind. Die Chaussee von Giessen nach Alsfeld berührt nur den einzigen Bezirks er Ermenrode.“